# Pierre Olsson
Pierre Olsson (1979) è un ex sciatore alpino svedese.

## Biografia
Attivo dal gennaio del 1995, in Coppa Europa Olsson esordì il 28 febbraio 1999 a Kiruna in slalom speciale, ottenendo quello che sarebbe rimasto il suo miglior piazzamento nel circuito (11º), e prese per l'ultima volta il via il 2 dicembre 2000 a Levi nella medesima specialità, senza completare la prova. Si ritirò al termine della stagione 2006-2007 e la sua ultima gara fu lo slalom gigante dei Campionati svedesi 2007, disputato il 23 marzo a Sälen e chiuso da Olsson al 19º posto; non debuttò in Coppa del Mondo né prese parte a rassegne olimpiche o iridate.

## Palmarès

### Coppa Europa
- Miglior piazzamento in classifica generale: 127º nel 1999

### Far East Cup
- 3 podi:
  - 1 secondo posto
  - 2 terzi posti

### Campionati svedesi
- 1 medaglia:
  - 1 argento (slalom gigante nel 2001)